# Hirnyk (Lwiw)
Hirnyk (ukrainisch Гірник; russisch Горняк/Gornjak) ist eine Siedlung städtischen Typs in der Oblast Lwiw im Westen der Ukraine. Das ukrainische Wort bedeutet sinngemäß „Bergmann“.

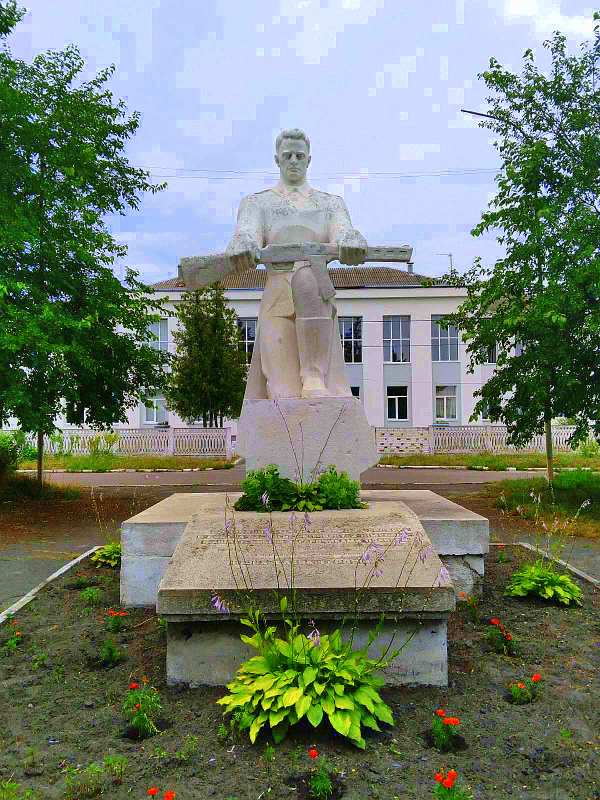
Kriegerdenkmal im Ort

Die Siedlung ist 61 Kilometer nördlich von Lemberg am Fluss Rata gelegen.
Der Ort wurde 1954 für die Arbeiter eines neugeschaffenen Kohlebergwerks (heute Schachta Widrodschennja/Шахта «Відродження») gegründet und trug zunächst den Namen Hrjadoju (Грядою), 1956 wurde ihm schließlich der Status einer Siedlung städtischen Typs verliehen und gleichzeitig der Name auf Gornjak bzw. ukrainisch Hirnyk geändert.
Am 12. Juni 2020 wurde die Siedlung ein Teil der neu gegründeten Stadtgemeinde Tscherwonohrad im Rajon Tscherwonohrad, bis dahin gehörte sie zur Stadtratsgemeinde von Tscherwonohrad und war somit direkt der Oblastverwaltung unterstellt.